# Mate Nakić Vojnović
Mate (Matij) Nakić Vojnović (Mirlović, 1628. – kod Čitluka, 1694.), serdar i vojskovođa.
Pripadao je poznatom glavarskom rodu u Zagori (starinom iz Hercegovine), rodonačelnik je njene serdarske (i kolunelske), drniško - kninske grane. Kod Kačića (Razgovor ugodni) se navodi kao Matij Nakić Vojinić.
Ponajglavniji je vojni zapovjednik u borbama za oslobađanje i obranu Drniša od Turaka za Morejskog rata (1683.)1684. – 1699., u kojima su sudjelovali i drugi s Drnišem vezani domaći vojskovođe: Grgur Radnić, Urban Fenzi, Toma Zavorović, i Andrija Butković.
Na čelu svojih postrojbi sudjelovao je u bitkama i poduzimao prodore na gotovo čitavom tadašnjem ratištu u južnohrvatskom prostoru.
Poginuo je 1694., za osvajanja Čitluka.